# Пейч, Марти
Мартин Луис Пейч (англ. Martin Louis Paich; 23 января 1925, Окленд, Калифорния — 12 августа 1995, Санта-Инез, Калифорния) — американский джазовый пианист, композитор, музыкальный продюсер, аранжировщик. Стал популярен в 1950-е годы как исполнитель джаза Западного побережья. Позднее отошёл от непосредственного исполнения и стал музыкальным продюсером для других исполнителей.
За почти полувековую карьеру он сотрудничал с такими музыкантами как  Рэй Чарльз, Глен Кэмпбелл, Нил Даймонд, Сэмми Дэвис-младший, Элла Фитцджеральд, Арета Франклин, Стэн Гетц, Майкл Джексон, Джек Джонс, Стэн Кентон, Арт Пеппер, Линда Ронстадт, Фрэнк Синатра, Spirit , Барбра Стрейзанд, Мел Торме, Джонни Риверс, Сара Воан, Аструд Жилберту.

## Дискография
- Jazz City Workshop (Bethlehem, 1955)
- Paich-ence (Fresh Sound/Jazz City, 1955)
- The Marty Paich Quartet featuring Art Pepper (Tampa, 1956)
- The Picasso of Big Band Jazz (Candid, 1957)
- I Get a Boot Out of You (Warner Brothers, 1959)
- The Broadway Bit (Warner Brothers, 1959)